# 10965 van Leverink
10965 van Leverink è un asteroide della fascia principale. Scoperto nel 1971, presenta un'orbita caratterizzata da un semiasse maggiore pari a 3,1115460 UA e da un'eccentricità di 0,1269031, inclinata di 2,07149° rispetto all'eclittica.